# Spirit of Metal
Das Spirit of Metal webzine ist eine Online-Sammlung von Bands aus dem Bereich Heavy Metal und dessen Subgenres. SoM ist vergleichbar mit der Encyclopaedia Metallum. Der Unterschied zwischen den beiden Online-Sammelportalen ist, dass Spirit of Metal auch Bands in ihre Enzyklopädie aufnimmt, die ihre Wurzeln im Hardcore Punk haben.
Der Ursprung der Website ist in Frankreich.
Seit der Gründung der Website im Jahr 2003 gibt es Spirit of Metal in 9 Sprachversionen (Französisch, Deutsch, Englisch, Russisch, Spanisch, Italienisch, Chinesisch, Polnisch und Portugiesisch).
Neben dem Bandarchiv fungiert Spirit of Metal auch als Nachrichtendienst. So werden Bandnachrichten erstellt, Interviews geführt, Konzertberichte und auch Albumkritiken veröffentlicht, die von professionellen Mitarbeitern berichtigt und danach veröffentlicht werden. Interviews, Kritiken und Nachrichten müssen auf Französisch oder Englisch veröffentlicht werden. Spirit of Metal verkauft auch eigene T-Shirts. Mitglieder haben im Forum die Möglichkeit, über Bands und andere Themen zu diskutieren. Auch private Nachrichten außerhalb des Forums sind möglich.
Ein weiterer Unterschied zu den Metal Archives ist, dass Bands, die eine als fragwürdig angesehene politische Ideologie vertreten, bei Spirit of Metal seit einiger Zeit nicht mehr hinzugefügt werden können. Politisch-orientierte Bands (vor allem rechtsextreme Gruppierungen), die vor der Regelung eingetragen wurden, sind mit einem durchgestrichenen Hakenkreuz gekennzeichnet.
Spirit of Metal ist vergleichbar mit Portalen wie Vampster und Powermetal.de. Seit 2003 existiert auch ein Ableger, der sich auf Rockbands spezialisiert hat, das Spirit of Rock Webzine. Laut der offiziellen Facebook-Präsenz des Musikarchives ist Spirit of Metal die weltweit größte Online-Enzyklopädie im Bereich Metal und Rock.